# Zlatni Rat
Zlatni Rat (que en croata quiere decir: «Cabo Dorado») es una playa angosta con piedras blancas sobre un promontorio cerca de Bol, situada a 2 km al oeste del puerto de Bol, en la costa sur de la isla de Brač, condado de Split-Dalmacia, Croacia. La forma de la playa cambia con las variaciones de las mareas, las corrientes y el viento, virando hacia el mar con 634 m de largo. Un viento regular del oeste conocido como Mistral, junto con el agua clara y fresca hacen que la playa sea un destino para los surfistas.